# Băile Govora
Băile Govora là một thị xã thuộc hạt Vâlcea, România. Dân số thời điểm năm 2002 là 2891 người.